# Höhsiepen
Höhsiepen ist eine Hofschaft in Hückeswagen im Oberbergischen Kreis im Regierungsbezirk Köln in Nordrhein-Westfalen (Deutschland).

## Lage und Beschreibung
Höhsiepen liegt im nordöstlichen Hückeswagen an der Kreisstraße K2 zwischen Dörpmühle und Wiehagen. Nachbarorte sind  Busenbach, Engelshagen, Erlensterz, Wiehagen, Braßhagen und Ulemannssiepen.
Südlich von Höhsiepen unterquert die stillgelegte Bahnstrecke zwischen Remscheid-Bergisch Born und Marienheide (Wippertalbahn) die Kreisstraße K2 mittels eines Tunnelbauwerks.

## Geschichte
1731 wurde der Ort das erste Mal urkundlich erwähnt. Die Schreibweise der Erstnennung war Höhsiepen. Die Topographische Aufnahme der Rheinlande aus dem Jahre 1715 zeigt den Hof als Hohsiepen. Im 18. Jahrhundert gehörte der Ort zum bergischen Amt Bornefeld-Hückeswagen.
1815/16 lebten 7 Einwohner im Ort. 1832 gehörte Höhsiepen der Lüdorfer Honschaft an, die ein Teil der Hückeswagener Außenbürgerschaft innerhalb der Bürgermeisterei Hückeswagen war. Der laut der Statistik und Topographie des Regierungsbezirks Düsseldorf als Weiler kategorisierte Ort besaß zu dieser Zeit zwei Wohnhäuser und vier landwirtschaftliche Gebäude. Zu dieser Zeit lebten 12 Einwohner im Ort, davon fünf katholischen und sieben evangelischen Glaubens.
Im Gemeindelexikon für die Provinz Rheinland werden 1885 zwei Wohnhäuser mit 18 Einwohnern angegeben. Der Ort gehörte zu dieser Zeit zur Landgemeinde Neuhückeswagen innerhalb des Kreises Lennep. 1895 besitzt der Ort zwei Wohnhäuser mit 15 Einwohnern, 1905 zwei Wohnhäuser und 14 Einwohner.
Durch Höhsiepen verlief die Bergische Eisenstraße, eine historische  wichtige Handelsstraße. Spuren dieses Handelswegs sind unweit der Hofschaft als Bodendenkmal geschützt.

## Wander- und Radwege
Folgende Wanderwege führen durch den Ort:
- Der Ortswanderweg △ von Elberhausen zum Goldenbergshammer